# Celso (usurpatore)
Tito Cornelio Celso (in latino Titus Cornelius Celsus; ... – 265) fu per breve tempo un usurpatore dell'Impero romano contro l'imperatore Gallieno.
È incluso nella lista dei trenta tiranni della Historia Augusta.

## Biografia
Celso fu un tribuno militare che viveva nella provincia d'Africa. L'Historia Augusta lo definisce un uomo senza alcun tratto rimarchevole se non la sua carica e la sua onestà.
Nel 265, dodicesimo anno di regno di Gallieno, quando diversi usurpatori infestavano l'impero, il proconsole della provincia Vibio Passieno e il generale del limes tripolitanus Fabio Pomponiano lo proclamarono imperatore. L'elezione fu così inaspettata che, non essendo pronti i paludamenti imperiali, Celso fu rivestito delle vesti prese dalla statua della dea Caelestis.
Dopo appena sette giorni di regno, Celso fu ucciso per mano di Galliena, si dice cugina dell'imperatore, e il suo corpo dato in pasto ai cani. Per mostrare la propria devozione a Gallieno, gli abitanti di Sicca Veneria ne presero la testa, la misero su una croce, e danzarono trionfanti intorno a questa.